# Marcos Júnior
Marcos Júnior Lima dos Santos (ur. 19 stycznia 1993 w Gamie) – brazylijski piłkarz grający na pozycji ofensywnego pomocnika lub napastnika w japońskim klubie Yokohama F. Marinos. Wychowanek Fluminense FC.

## Sukcesy

### Klubowe
Fluminense FC
- Mistrzostwo Brazylii: 2012
- Mistrzostwo stanu Rio de Janeiro: 2012

Yokohama F. Marinos
- Mistrzostwo Japonii: 2019

### Indywidualne
- Drużyna roku Campeonato Carioca: 2018
- Jedenastka sezonu J1 League: 2019
- Król strzelców J1 League: 2019 (15 goli)